# Lowell Lewis
Lowell Lyttleton Lewis (18 agosto 1952) è un politico montserratiano, ex primo ministro (Chief Minister) dell'isola caraibica di Montserrat.
Ha ricoperto questo incarico dal 2 giugno 2006, alla guida di un governo di coalizione formata dal proprio partito, il Montserrat Democratic Party, e da quello dell'ex Chief Minister John Osborn, il New People's Liberation Party, con l'appoggio di alcuni indipendenti. È stato sconfitto nelle elezioni dell'8 settembre 2009, venendo sostituito due giorni dopo da Reuben Meade.
| Controllo di autorità | VIAF (EN) 63207471 · ISNI (EN) 0000 0000 3176 2746 · LCCN (EN) n92088094 · GND (DE) 1243147741 |